# وادي الزرقاء (فلسطين)

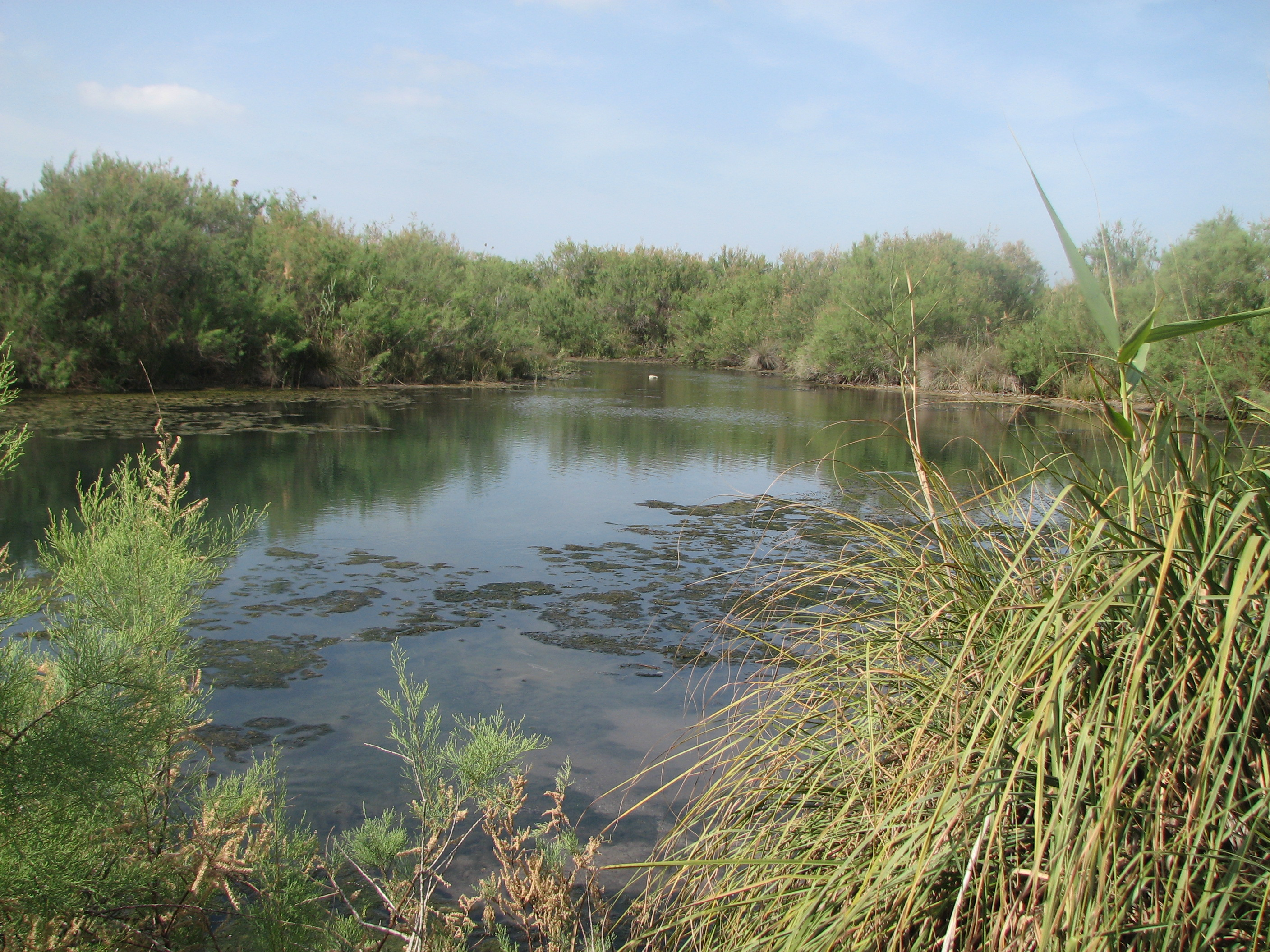
نهر واد الزرقاء

نهر وادي الزرقاء (بالعبرية: נחל תנינים‏) أو وادي التماسيح أو جدول الزرقاء هو نهر في فلسطين قرب البلدة العربية جسر الزرقاء، ينشأ هذا النهر بالقرب من بلدة دالية الروحاء المهجرة ويصب في البحر الأبيض المتوسط جنوب بلدة كبارة المهجرة. يمثل هذا النهر الحد الجنوبي لمنطقة شاطئ الكرمل أو منطقة الكرمل الساحلية.

## علم أصول الكلمات
يعرف هذا النهر أيضا باسم وادي التماسيح تيما بتماسيح النيل التي سكنت مستنقعات بلدة كبارة الفلسطينية المهجرة القريبة من الواد حتى أوائل القرن العشرين. كان آخر توثيق مسجل لوجود التماسيح في عام 1912. بقايا مدينة تل الملاط (تل تنينيم)، تعني باليونانية "Crocodile City" أي «مدينة التماسيح»، وهي مدينة تأسست هناك في القرن الرابع قبل الميلاد، لا تزال مرئية حتى اليوم.

## التاريخ
يعود تاريخ تسمية اسم الواد ب«نهر التماسيح» إلى فترة الحملة الصليبية الثالثة، حيث التهمت التماسيح فارسين كانا يستحمان في النهر.

## النباتات والحيوانات
الشجيرات الكثيفة ونبات القيصوب على طول نهر وادي الزرقاء؛ تشكل مواطن لكثير من الطيور المختلفة، من بينها الطيور المغردة (الهازجة) التي تعيش بالقرب من الماء والطيور المغردة الأخرى.